# Ван Вейї
Ван Вейї (王惟一, 987 —1067) — китайський лікар й фармацевт часів династії Сун.

## Життєпис
Про родину й місце народження Ван Вейї немає відомостей. Замолоду займався вивченням медичних канонів. До 1020 року вже був визнаним лікарем. У 1023 році за наказом імператора Жень-цзуна почав складати книгу з акупунктури і припікання на основі стародавніх медичних канонів. У 1026 році з'являється його книга «Тунжень шу сюечжень цзюту цзін» («Ілюстрований канон точок акупунктури і припікання на бронзовій фігурі людини»), в якій описано 354 канальні точки, зазначено їх місце розташування, дані показання до застосування, техніка укаливанія і припікання, додано ілюстрації. Текст книги висікли на двох кам'яних стелах, які були встановлені для загального огляду у столиці імперії Кайфині. Того ж року Ван стає членом Імператорської академічної палати академії Ханьлінь.
В 1027 році Ван Вейї відлив з бронзи 2 порожніх макети дорослої людини натурального розміру із зазначенням ліній проходження каналів та з невеликими отворами в місцях розташування акупунктурних точок. Макети складалися з двох частин — передньої і задньої, використовувалися в процесі навчання і при проведенні іспитів. Фігури вкривалися воском, а потім наповнювалися водою або ртуттю. Тим, хто складав іспити пропонувалося провести вколювання в певній точці. Якщо в цьому місці голка з легкістю проходила всередину макета і з'являлася крапля води, знаходження точки вважалося успішним. При найменшій неточності в знаходженні точки голка впиралася в бронзову поверхню макета.
Незабаром отримує посади фармацевта Міністерства імператорського двору, викладача Імператорського медичного управління. У «Сун ши» («Історія династії Сун») згадується книга Ван Вейї «Мінтан цзін» («Канон точок зі Світлої зали»), яка на тепер не збереглася.